# カルケドン

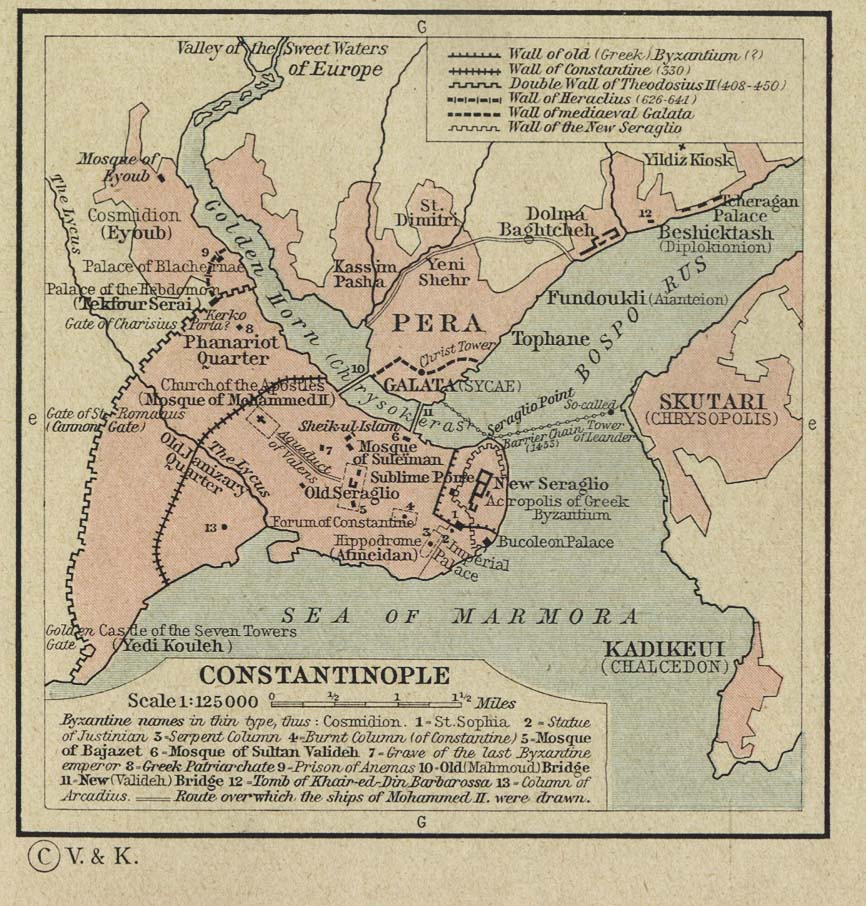
15世紀後半のコンスタンティノープルの地図。右下がカルケドン。

カルケドン（ギリシア語: Χαλκηδών、ラテン語: Chalcedon）は、アナトリア半島北西部に位置した古代都市である。現在のトルコ共和国イスタンブール市カドゥキョイ（トルコ語: Kadıköy）地区にあたる。
紀元前685年、古代ギリシアの都市国家メガラの植民地として建設された。ボスポラス海峡をはさんでビュザンティオンの対岸に位置し、アテナイとスパルタとの間で領有を争われた。のちにアッタロス朝の支配下に入り、紀元前133年、アッタロス3世死去に際し共和政ローマに遺贈されビテュニア属州の一部となった。451年、キリスト教の教義に関するカルケドン公会議が開かれ、カルケドン信条が定められた。
石英鉱物の一種玉髄の英語名カルセドニー (chalcedony) は当地にちなむ。

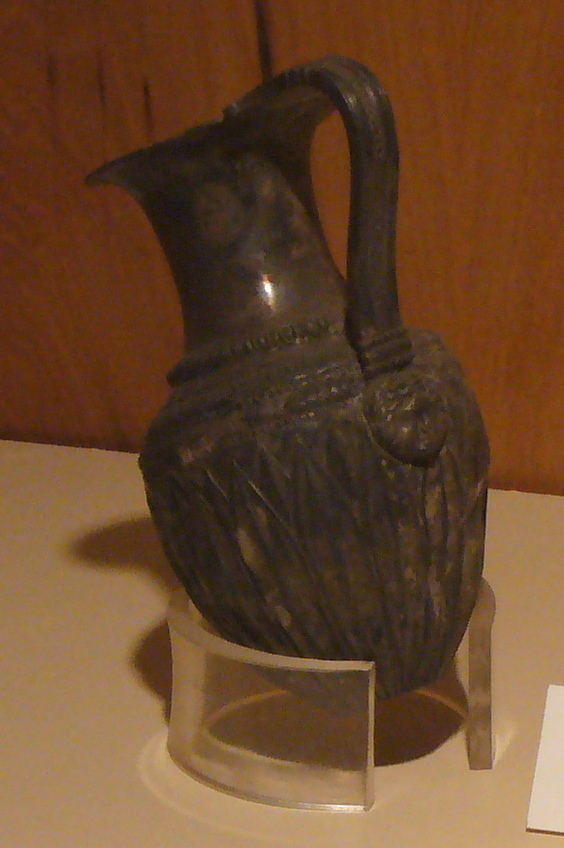
出土した銀の水差し
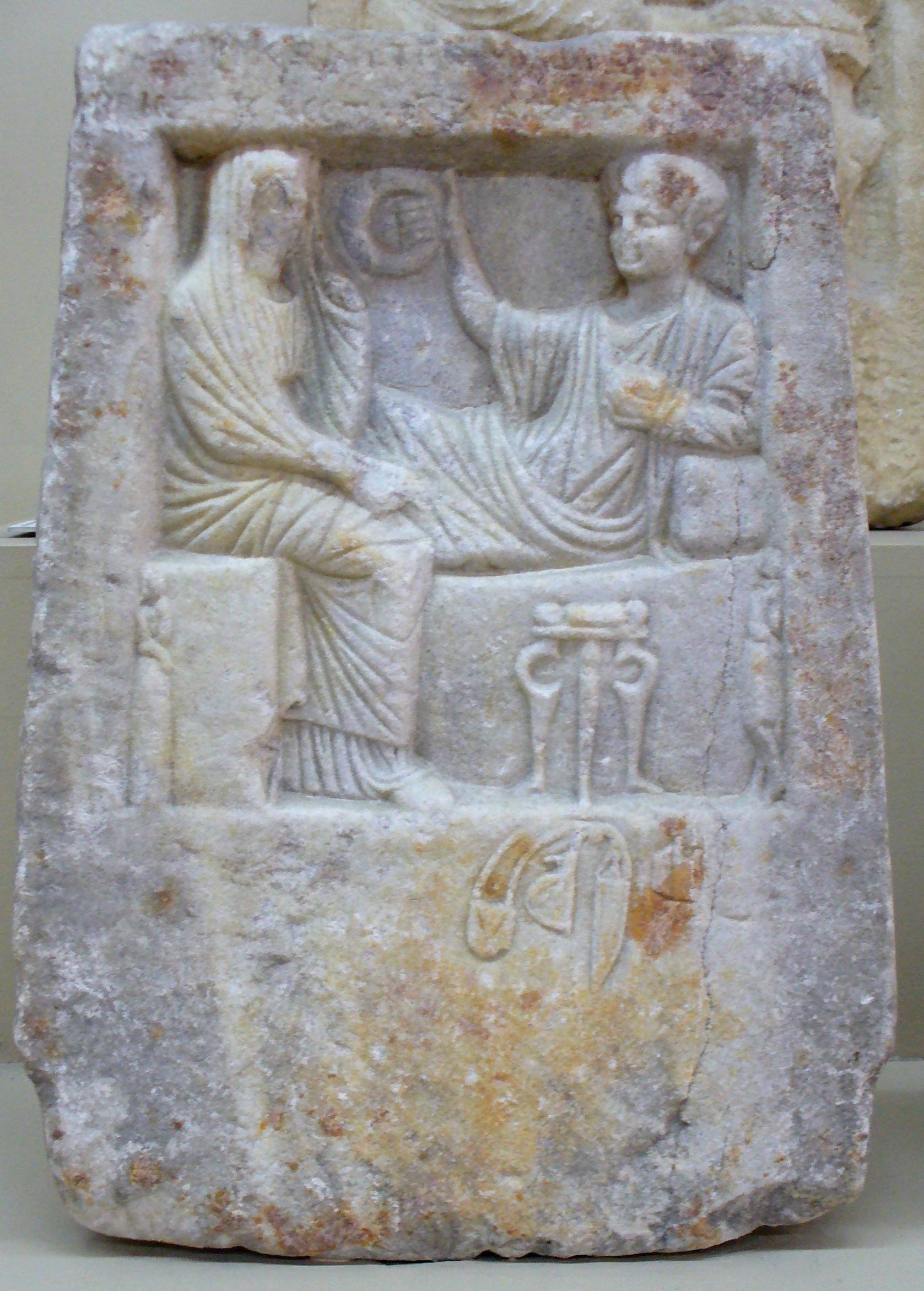
ギリシア文字で「プロマチオンの息子マトリコンは54年の生涯を全うした」と記された大理石製墓碑。紀元前1世紀、カドゥキョイ出土、イスタンブール考古学博物館蔵。